# 中國極地研究中心
中國極地研究中心（英語：Polar Research Institute of China）是中華人民共和國主要負責研究極地的研究中心，其基地位於上海，轄下管理7座極地研究站，其中5座位於南極，分别为长城站、中山站、昆仑站、泰山站、秦岭站；2座位於北極，为黄河站和冰岛站；另外亦管理其破冰船。

## 歷史
2013年3月12日，中國極地研究中心主任楊惠根接受路透通訊社採訪時表示，雪龍號於2012年勘測出一條穿越北極通往美國和歐洲的商務航線，為中國船運公司首條穿越北極通往北美洲及歐洲的商用航線。比較穿越太平洋通往美國和繞道印度洋，穿越北極的航線距離更短，縮短了5,185公里；為到航運公司大量縮短航程時間及節省大筆燃油費用。

## 极地科学考察站
总部位于上海的中国极地研究中心管辖：
- 中国南极长城站，中国在南极洲建立的第1个科学考察站，常年站。
- 中国南极中山站，中国在南极洲建立的第2个科学考察站，常年站。
- 中国南极昆仑站，中国在南极洲建立的第3个科学考察站，夏季站。
- 中国南极泰山站，中国在南极洲建立的第4个科学考察站，夏季站。
- 中國南極秦嶺站，中国在南极洲建立的第5个科学考察站，常年站。
- 中国北极黄河站，中国在挪威斯瓦尔巴群岛新奧勒松建立的北极科学考察站，常年站。
- 中国北极冰岛站，中国在北极的第二个科学考察站，位于冰岛北部，与冰岛研究中心（英语：Icelandic Centre for Research）合作运营。

## 船队
- 雪龙号
- 雪龙2号

## 外部連結
- 中国极地研究中心